# سيارة الأحلام
سيارة الأحلام (بالإنجليزية: Car of Dreams)‏ هو فيلم كوميدي رومانسي بريطاني إنتاج عام 1935 من إخراج غراهام كاتس وأوستن ميلفورد وبطولة غريت موشيم وجون ميلز ونورا هوارد وروبرتسون هير. يقع ابن رجل أعمال في حب امرأة تعمل في مصنع والده. مستوحاة من الفيلم الهنغاري سيارة الأحلام لعام 1934.
تم تصوير الفيلم في استوديوهات لايم جروف في لندن ، بمجموعات من تصميم المخرج الفني ألفريد جونج.
عاملة مصنع شابة جميلة تتسوق عبر النوافذ لدى وكالة رولز رويس ، وتذكر بحلم أنها ترغب في امتلاك سيارة كهذه. تصادف تواجد ابن صاحب المصنع هناك ، وانتهى الأمر به إلى شراء السيارة لها. لا يخبرها من هو ، لكنه لا يعرف أنها من موظفي والده. تترتب على ذلك مضاعفات.